# Яцек Ростовський
Яцек Ростовський (пол. Jacek Rostowski, повне ім'я — Jan Vincent-Rostowski; нар. 30 квітня 1951, Лондон, Велика Британія) — польський економіст, політик і державний діяч. Міністр фінансів Польщі у 2007—2013 роках, віцепрем'єр-міністр у 2013. Один із ключових архітекторів економічної політики Польщі під час світової фінансової кризи.

## Біографія
Народився в польській емігрантській родині у Великій Британії. Його батько, Роман Ростовський, був активним діячем польської еміграції. Освіту здобув у Університетському коледжі Лондона та Лондонській школі економіки.

## Наукова діяльність
Ростовський викладав економіку у Великій Британії, США, Угорщині та Польщі. Був дослідником у Центрі досліджень економічної політики (CEPR) та професором Центральноєвропейського університету в Будапешті.

## Політична кар'єра
У листопаді 2007 року призначений міністром фінансів Польщі в уряді Дональда Туска. У 2009 році Польща стала єдиною країною ЄС, яка уникла рецесії. Ростовський займався реформами державних фінансів і модернізацією податкової системи.
У 2013 році став віцепрем'єр-міністром, залишаючись міністром фінансів до листопада 2013 року.

## Погляди
Прихильник економічного лібералізму, фінансової стабільності та європейської інтеграції. Виступав за приєднання Польщі до єврозони за умови сприятливої макроекономічної ситуації.

## Особисте життя
Одружений, має двох синів.